# Amy Stiller
Amy Stiller (født 9. august 1961 i New York City, New York i USA) er en amerikansk skuespillerinde. Hun er datter af Jerry Stiller og Anne Meara og søster til Ben Stiller. Hun har medvirket i blandt andet Reality Bites, Hybridmanden og Zoolander.

## Filmografi
- Lovers and Other Strangers (1970)
- Vampire's Kiss (1989)
- Elvis Stories (1989)
- That's Adequate (1990)
- Monsters -tv serie (afsnit: "One Wolf's Family") (1990)
- Highway to Hell (1992)
- Reality Bites (1994)
- The Daytrippers (1996)
- Hybridmanden (1996)
- Southie (1998)
- The Independent (2000)
- The Visit (2000)
- My 5 Wives (2000)
- Chump Change (2000)
- Amy Stiller's Breast (2000)
- Zoolander (2001)
- Crooked Lines (2001)
- Dodgeball: A True Underdog Story (2004)